# Рахнівка (Гайсинський район)
Рахні́вка — село в Україні, в Гайсинській міській громаді Гайсинського району Вінницької області. Розташоване на обох берегах річки Рахнянка (притока Кіблича) за 13 км на схід від міста Гайсин та за 3 км від автошляху М30. Населення становить 451 особа (станом на 1 січня 2015 р.).

## Історія
Рахнівка заснувалася, за народними переказами, на місці спустошеного татарами села, назва якого невідома. Ці перекази свідчать, що частина полів, що належать Рахнівці, лежать на південному сході і має назву "селище". Тут селяни іноді знаходили древні мідні та срібні монети (1901 року).
Селяни займалися землеробством, теслярством та бондарською справою.
У 1873 році церковно-парафіяльна школа. Учнів 37 хлопчиків та 3 дівчинки.
Священик Кріскент Антоніч Пашута 48 років закінчив Подільську духовну семінарію.
Псалмувальник Фома Маркович Слодецький 48 років.
У 1884 році через непорозуміння виникло обурення проти поміщика і громадянської влади з наступного випадку: поміщику донесли, що селяни володіють чистішими землями, ніж належить. На прохання поміщика до села прибув мировий посередник, становий пристав і землемір для перевірки землі, але селяни, особливо жінки, озброївшись чим завгодно, вирішили протистояти цьому, погрожуючи побоями. Для приборкання селян викликали дві роти солдатів і приїжджав сам губернатор. Призвідники бунту зазнали тілесних покарань. Земля селян була перевірена, але зайвої землі не було.
Парафіяльна церква була дерев'яна, на кам'яній основі, трикупольна, освячена в ім'я святого Іоанна Богослова; побудована у 1758 році (як це видно з підпису під іконою).
7 (20) листопада 1917 року, відповідно до Третього Універсалу Української Центральної Ради, увійшло до складу Української Народної Республіки.
12 червня 2020 року, відповідно до розпорядження Кабінету Міністрів України № 707-р «Про визначення адміністративних центрів та затвердження територій територіальних громад Вінницької області», село увійшло до складу Гайсинської міської територіальної громади.
19 липня 2020 року, в результаті адміністративно-територіальної реформи та ліквідації Гайсинського району (1923—2020), село увійшло до складу новоутвореного Гайсинського району.

## Населення

### Мова
Розподіл населення за рідною мовою за даними перепису 2001 року:
| Мова       | Відсоток |
| ---------- | -------- |
| українська | 96,85%   |
| російська  | 2,15%    |
| вірменська | 0,83%    |

## Відомі люди
- Василь Семенович Стус (1938—1985) — український поет, перекладач, прозаїк, літературознавець, правозахисник представників українського культурного руху шістдесятників, політв'язень радянських таборів.
- Лабун Сава Сергійович — козак 4-ї гарматної бригади 4-ї Київської дивізії Армії УНР, Герой Другого Зимового походу.
- Коваленко Петро (1994—2014) — десантник ЗСУ. 2 травня 2014 року під час АТО біля м. Слов'янська Донецької обл., прикриваючи власним тілом від вибуху ворожої гранати 7-х однополчан, загинув[5].

Десантник ЗСУ рядовий Коваленко Петро

## Галерея

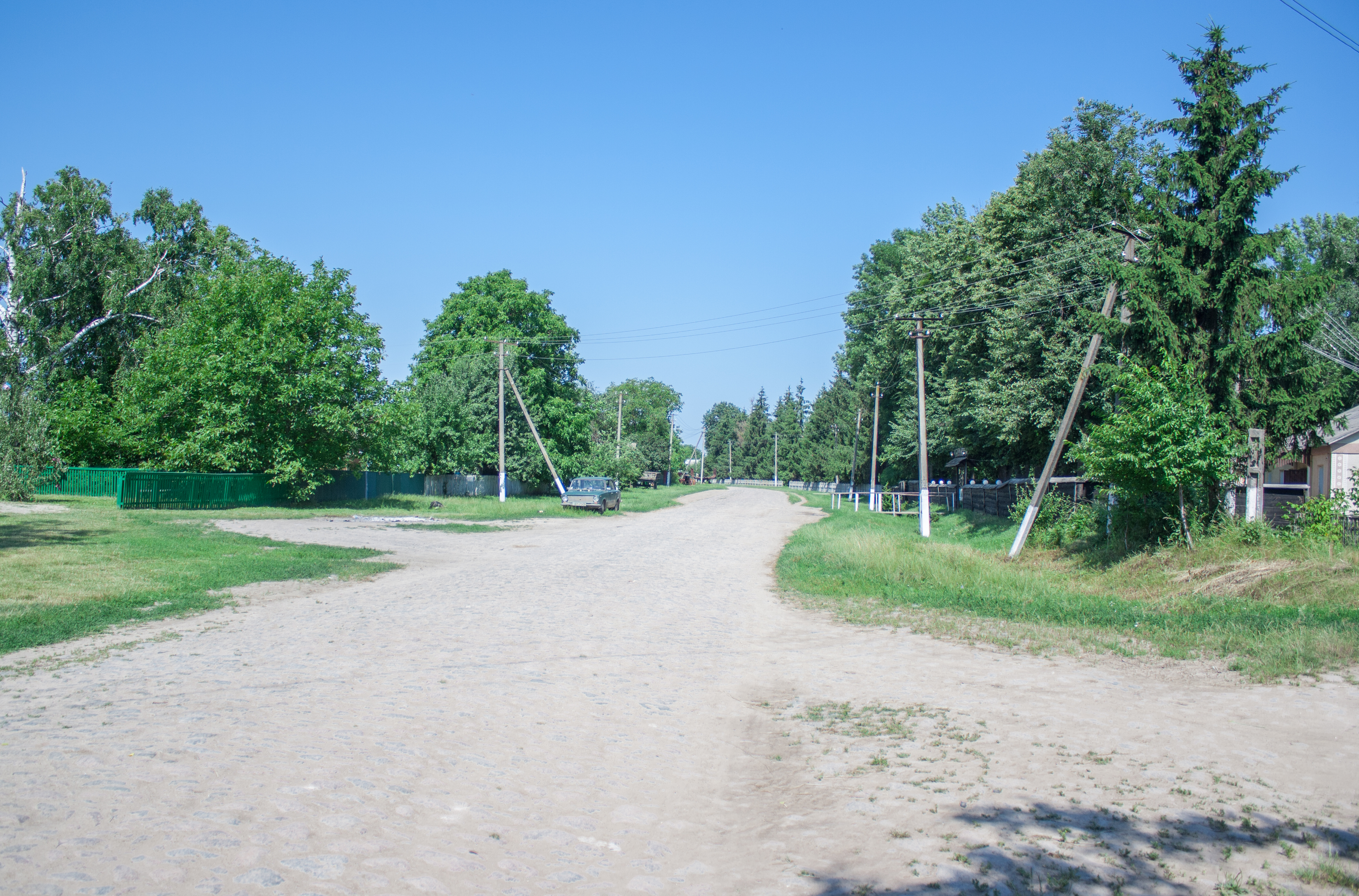
Вулиця Паламарчука
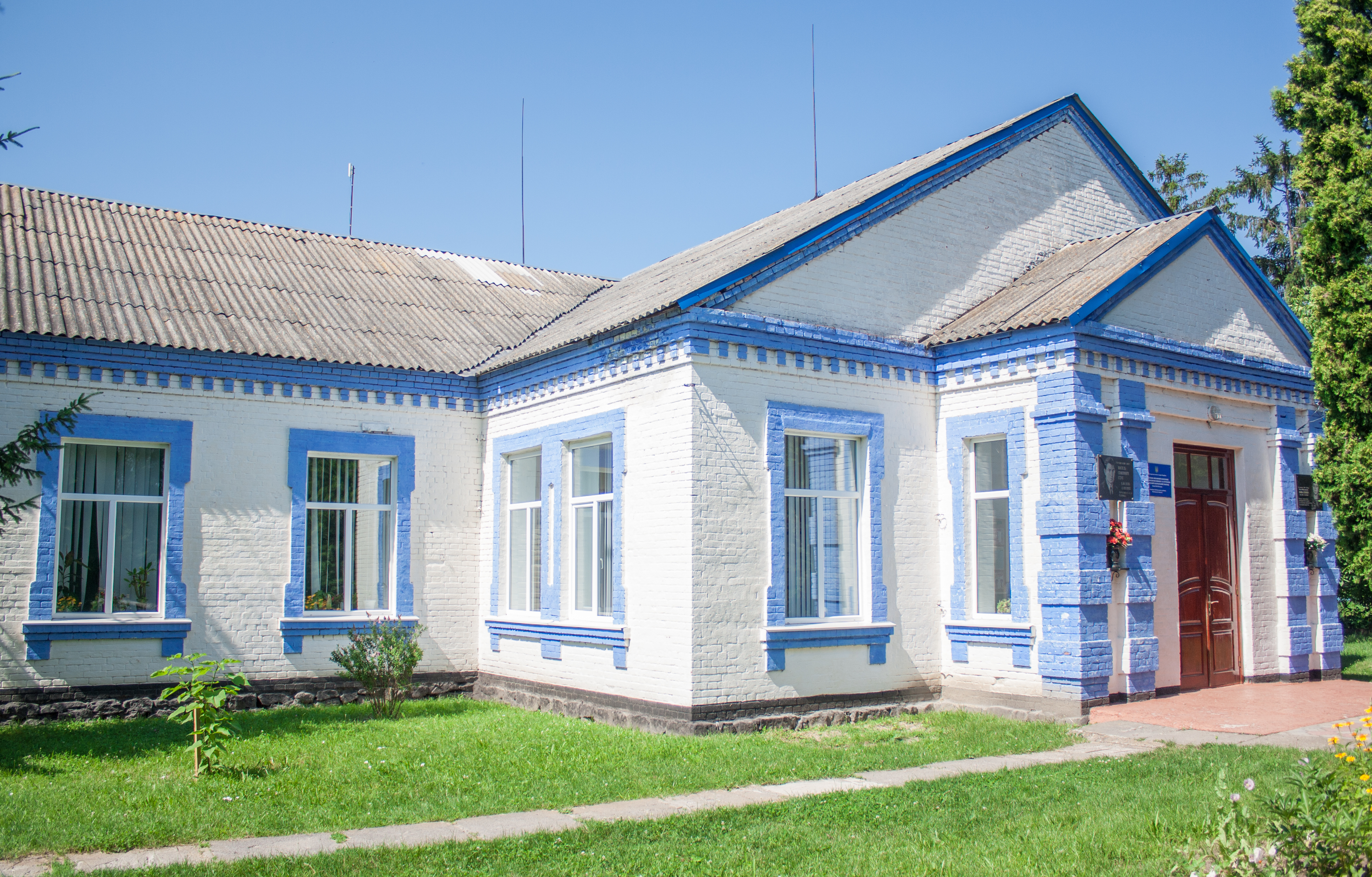
Школа
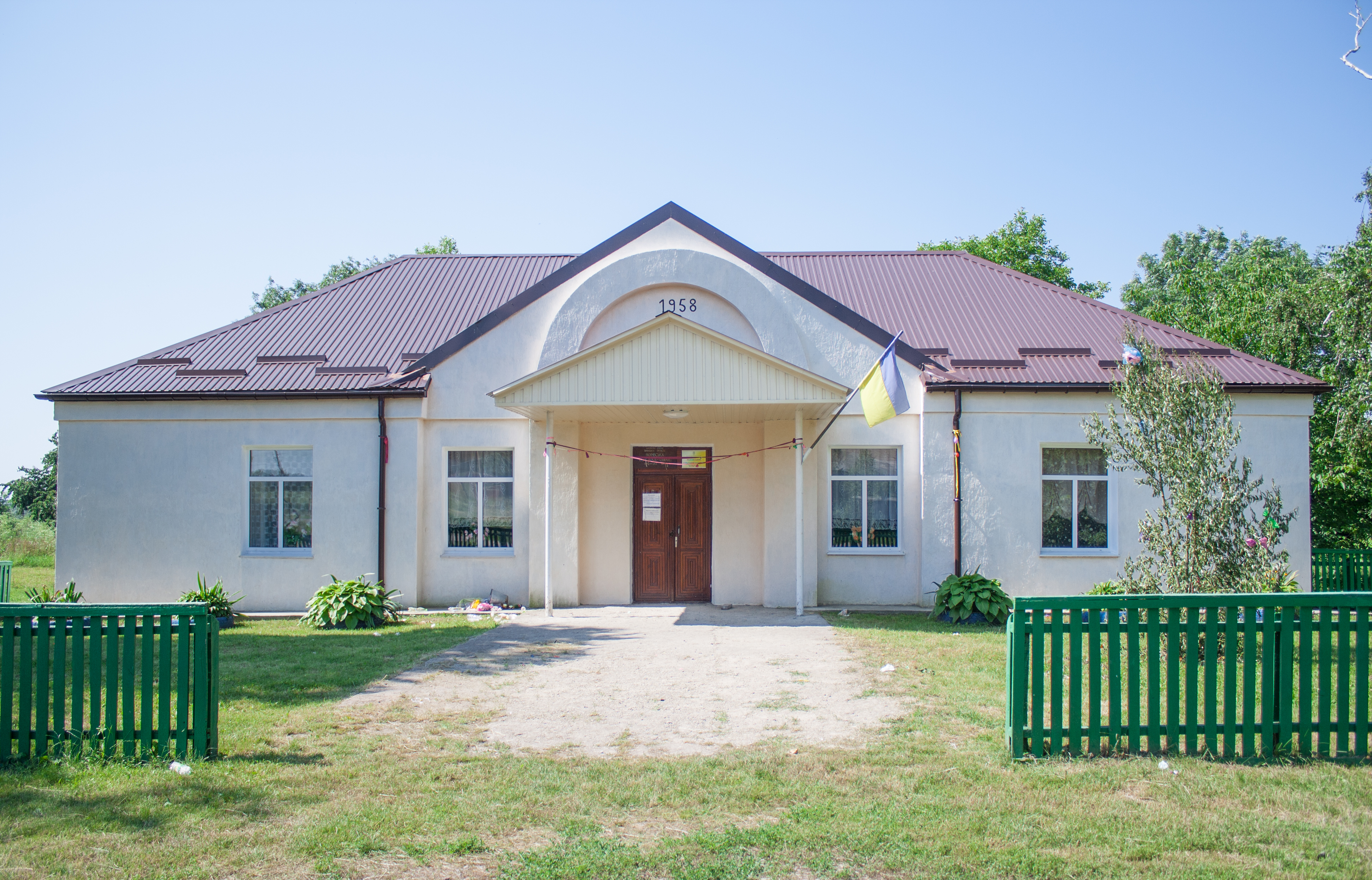
Будинок культури
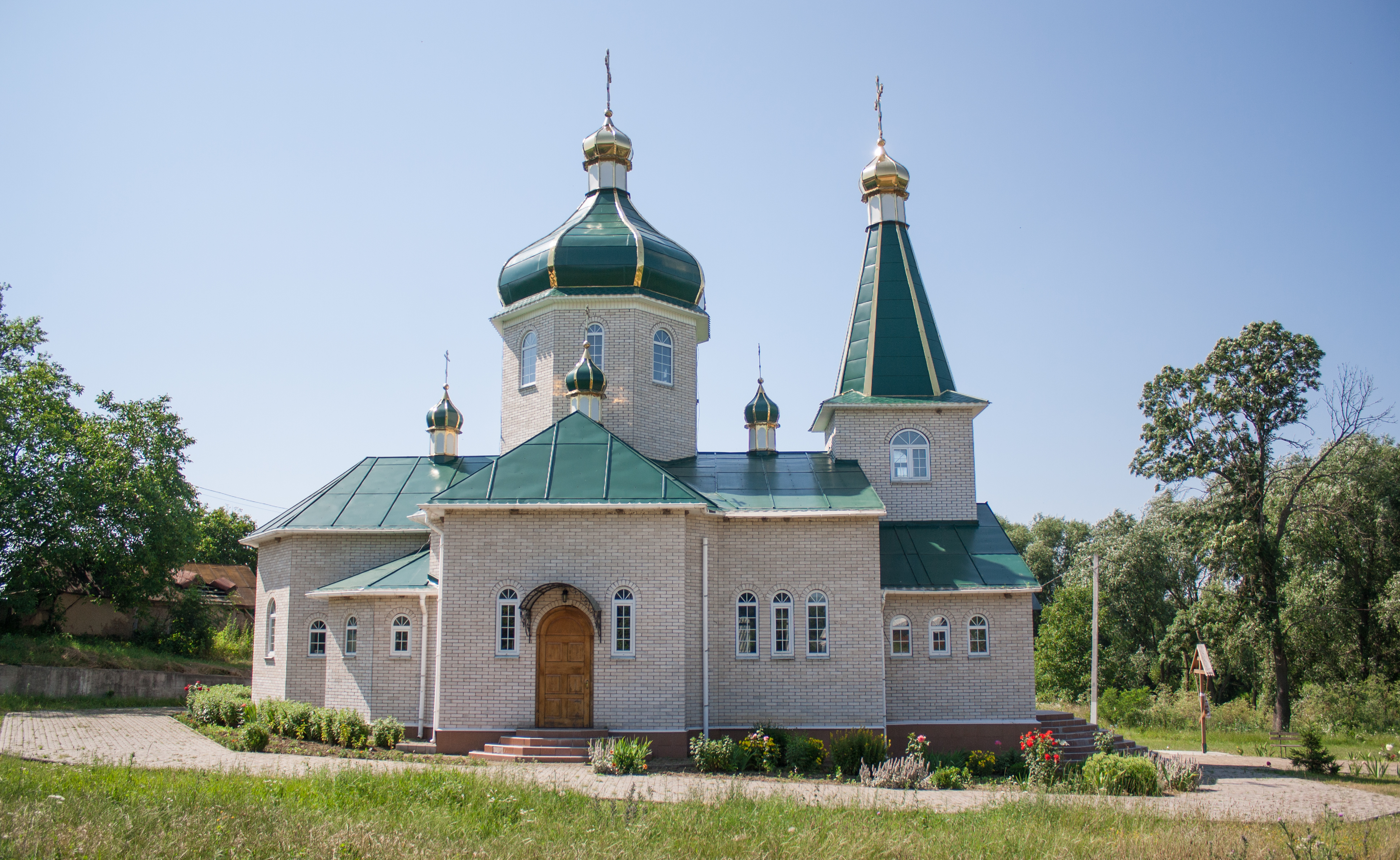
Церква
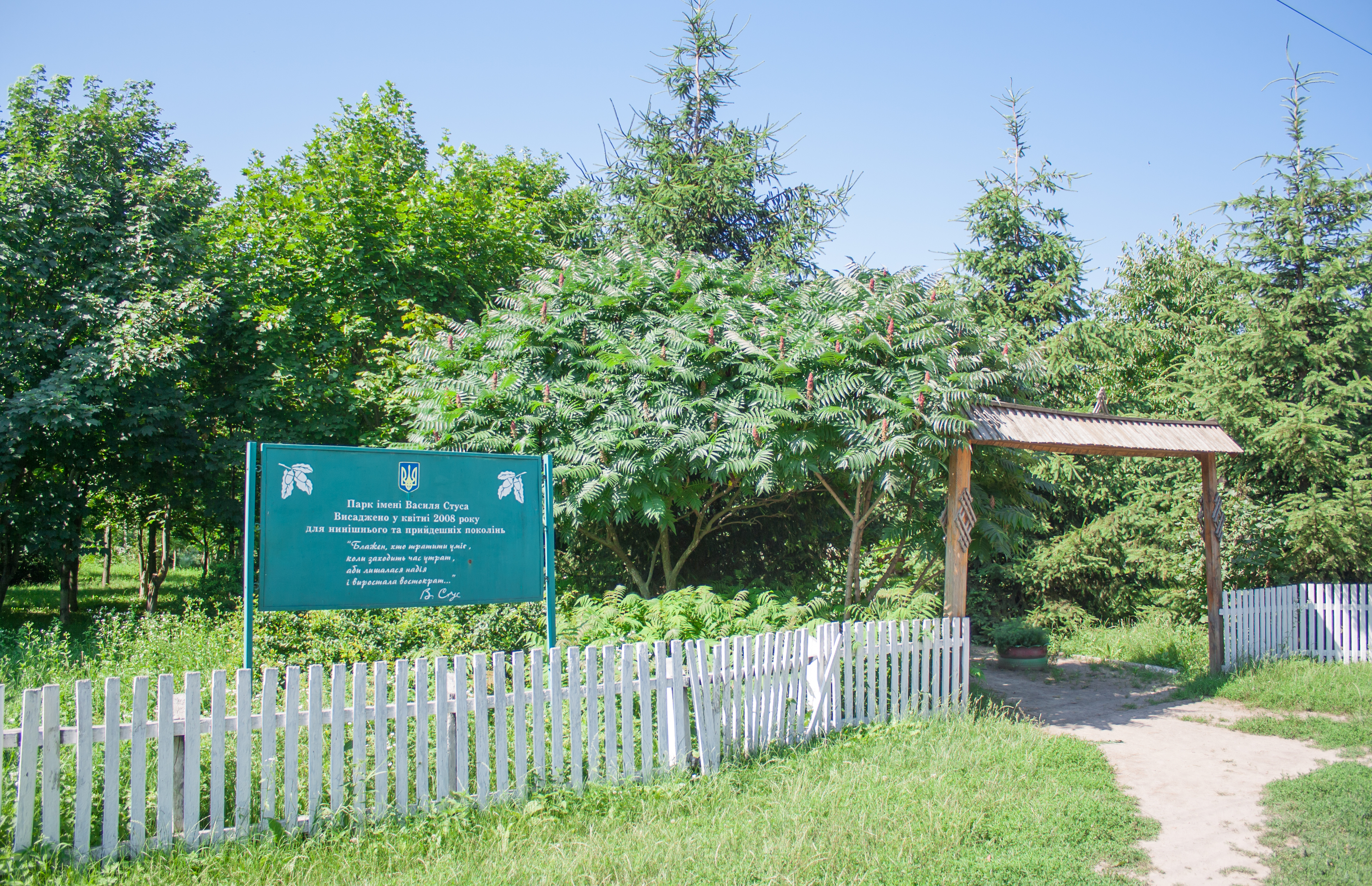
Парк ім. Василя Стуса
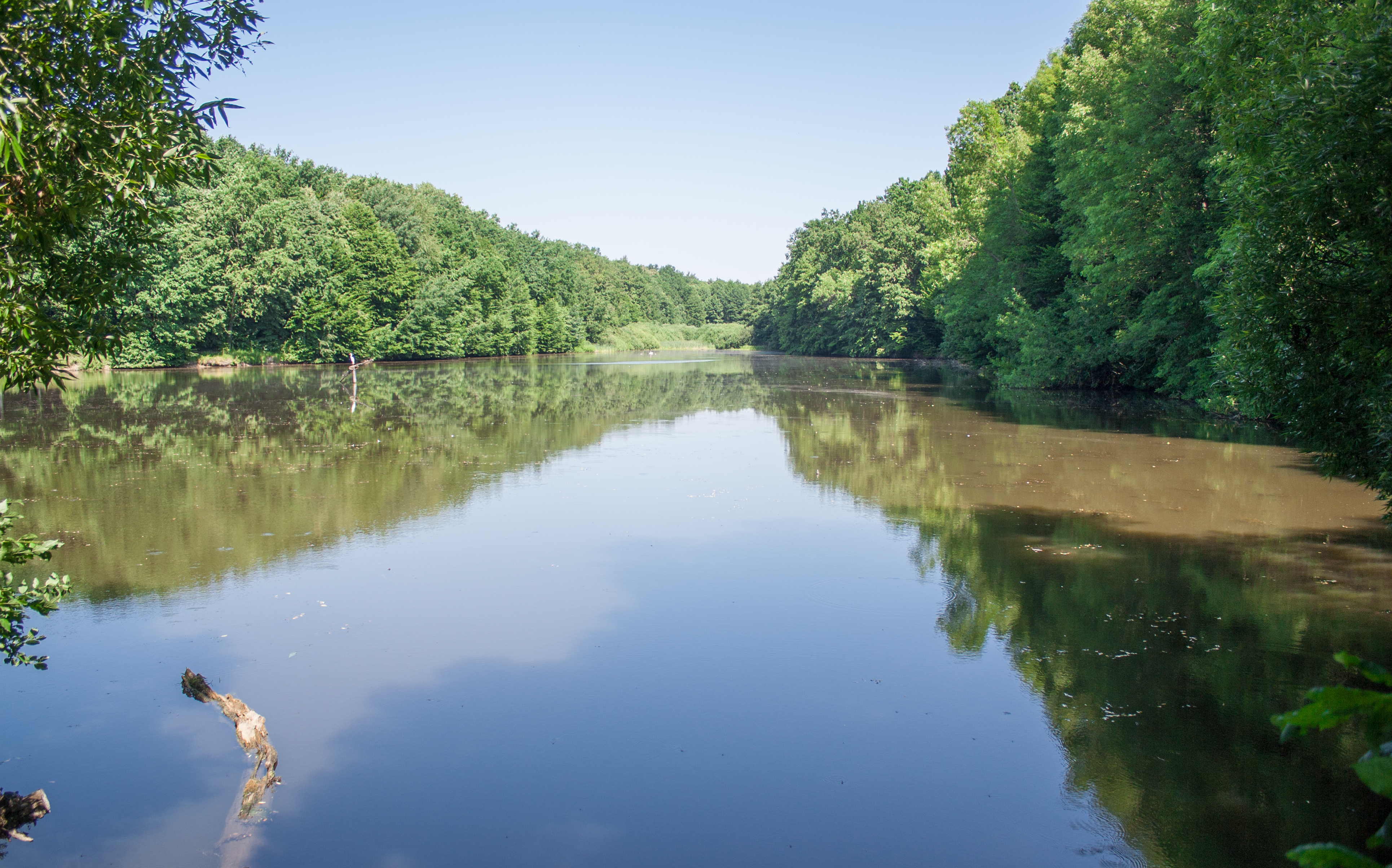
Ставок
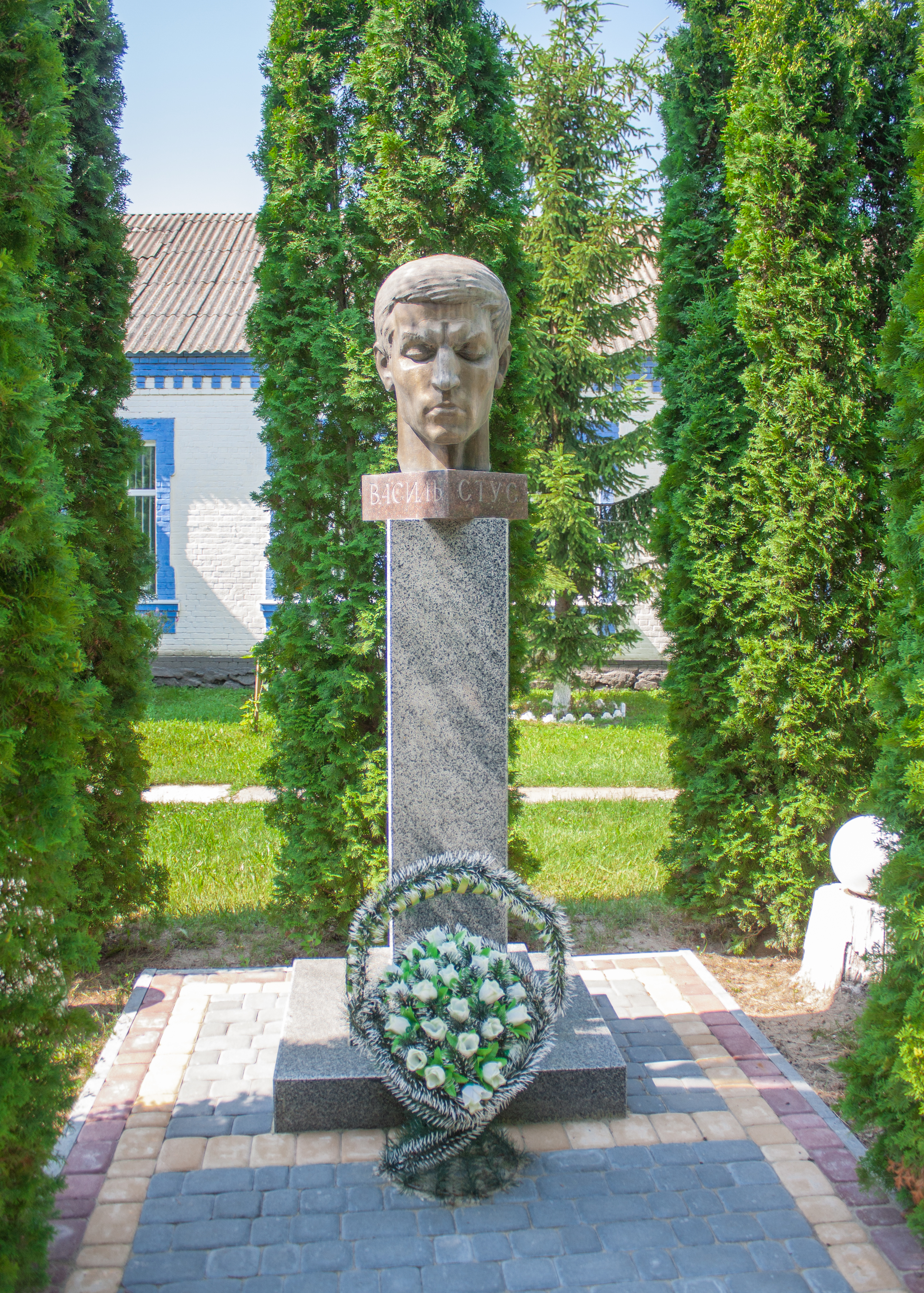
Пам'ятник Василю Стусу
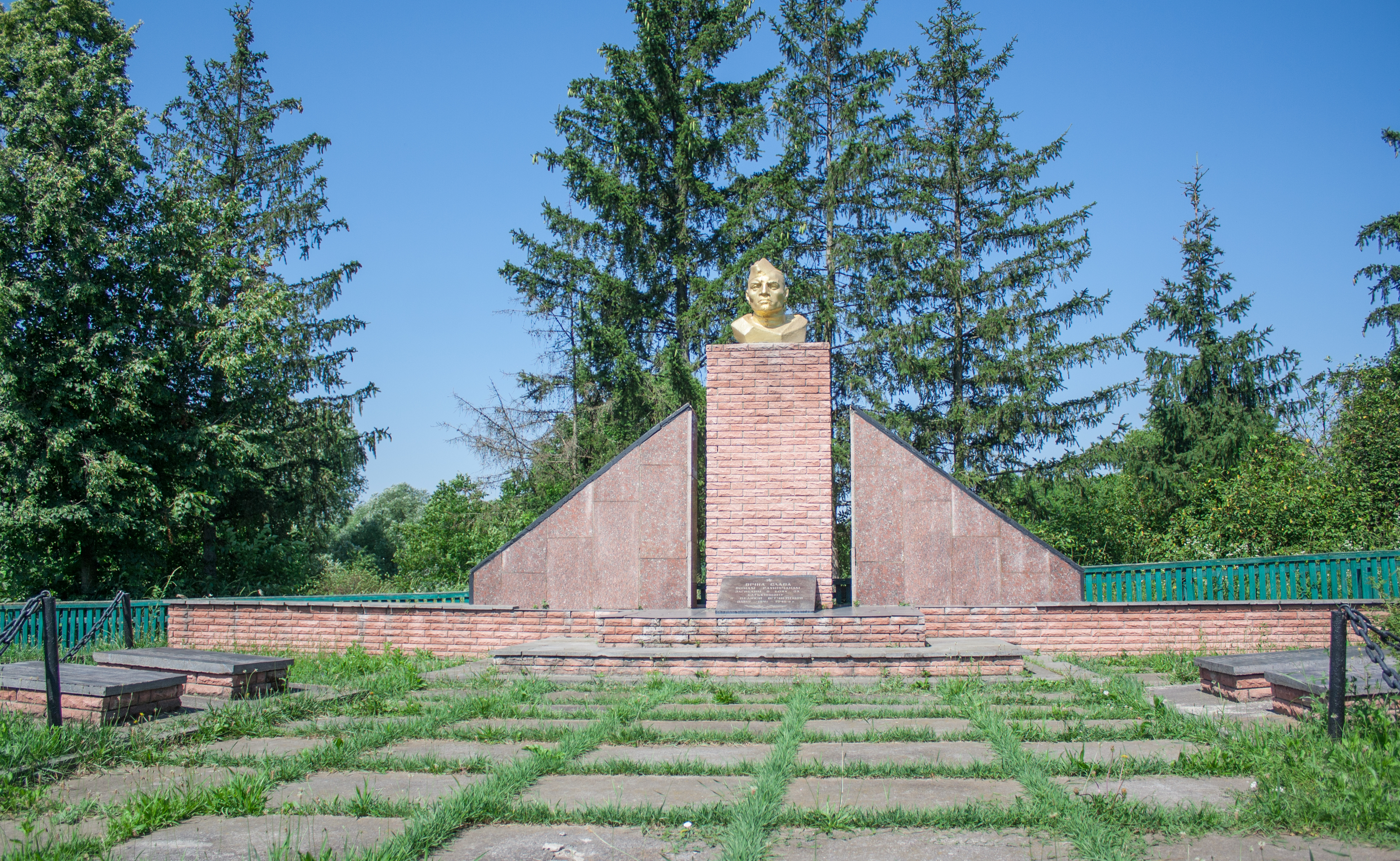
Братська могила радянських воїнів